# Жаирзињо
Жаир Вентура Фиљо (порт. Jair Ventura Filho; Рио де Жанеиро, 25. децембар 1944), познатији као Жаирзињо (порт. Jairzinho), бивши је бразилски професионални фудбалер и фудбалски тренер. Био је брз, вешт и моћан десни бек, познат по јаком и прецизном шуту, а био је члан репрезентације Бразила која је освојила Светско првенство 1970. године. Био је свестран играч, у стању да игра на различитим позицијама, као главни нападач или везни играч.
Због економске и политиче ситуације у то време, као и спортског законодавства, већину свог клупског фудбала играо је у Јужној Америци, где је провео једанаест година у клубу Ботафого у Рио де Жанеиру. Последње године каријере провео је у Европи, што је био уобичајени ток каријере за играче из Јужне Америке до осамдесетих година, када се променила економска и политичка ситуација. Жаирзињо је заменио свог фудбалског идола Гаринча у Богафогу и у репрезентацији Бразила, а играо је на три устастопна Светска првенства: 1966, 1970 и 1974. године.
Сматра се једним од најбољих фудбалера Бразила икада и као један од највећих играча свих времена, наведен је за једно место испред Зинедина Зидана, на 27. позицији 100 најбољих фудбалера 20. века, листе коју је саставио часопис Фудбал.

## Каријера
Жаирзињо је рођен 1944. године у Рио де Жанеиру, а фудбалом је почео да се бави у омладинском саставу локалног клуба Ботафого. Професионално је дебитовао у клубу као напдач са петнаест година, 1959. године. Његов фудбалских идол Гаринча, кога је на крају заменио у Богафогу и у репрезентацији Бразила, имао је сличну каријеру, а играо је на позицији десног крила. То је резултирало тиме да је Жаирзињо већину утакмица провео играјући на левом крилу или на месту централног играча. На месту десног крилног играча наступао је само када је Гаринча био повређен. Прву утакмицу за репрезентацију Бразила играо је као деветнаестогодишњак, 1964. године на мечу против репрезентације Португалије, поново када је Гаринча био повређен. Такође, био је део екипе Бразила на Светском првенству 1966. године у Енглеској, а играо је на боку са Гаринчом, као леви крилни играч. Током Светског првенства, Жаирзињо се борио да буде ефикасан, али је репрезентација Бразила напустила такмичење у првом кругу. Када је након турнира Гаринча најавио повлаћење из међународног фудбала, Жаирзињо је коначно преузео улогу свог идола и играо за Бразил на месту десног крила.
Жаирзињо је на својој омиљеној позицији постао далеко ефикаснији и доследнији играч репрезентације Бразила. На Светском првенству 1970. године, одржаном у Мексику, он је био најбољи играч Бразила, а постигао је успех на свакој утакмици коју је његов тим играо, па је добио надимак Ураган светског купа (порт. Furacão da Copa). Постигао је свој седми гол на турниру у победи Бразила резултатом 4:1 над репрезентацијом Италије у финалу Светског првенства 1970. године. Ипак, његови голови у финалу и труд током првенства нису били довољни за освојање награде Златна копачка, коју је освојио Герд Милер са десет постигнутих голова на првеству. Жаирзињо је тврдио да му је додељена награду „Најбоље тело на планети” за атлетикум али ФИФА нема евиденцију о овој награди. Након што је остварио велики допринос на Светском првнеству у Мексику, Жаирзињо је отишао у Европу, где је играо за француски Олимпик Марсељ. Жаирзињо је имао неслагања у Олимпик Марсељу, за њега одиграо 18 утакмица и опостигао 9 голова, а након тога вратио се у Бразил и играо за Крузеиро, са којим је 1976. године освојио Копа либертадорес.
На Светском првенству 1974. године постигао је два гола, што је било уједно и његово последње појављивање на Светском купу. Са репрезентацијом Бразила је 1974. године играо меч за треће место Светског купа, уједног његов последњи меч за Бразил. Након тога, направљен му је опроштајни меч против репрезентације Чехословачке 3. марта 1982. године, а утакмица је завршена резултатом 1:1. Током међународне каријере постигао је 33 гола на 81 утакмици. Жаирзињо је играо за Португалесу и помогао клубу да освојио 16 утакмца заредом и четврто од пет првенства. Клупску каријеру Жаирзињо је завршио играјући у клубу 9 де Октубре, током 1982. године. Након што се повукао као фудбалер, био је тренер и руководио са неколико омладинских клубова у Бразилу. Радио је и у Јапану, Саудијској Арабији и у Уједињени Арапским Емиратима. Први пут као тренер у Европи био је 1997. године, када је постављен на чело грчког клуба Каламата. Отпуштен је због лоших резултата, а клуб је на крају сезоне био на дну табеле. Године 2003. именован је за тренера репрезентације Габона, међутим отпуштен је 2005. године, након што је Габон изгубио од Анголе у квалификацијама за Светско првенство 2006. године. Једно од његових највећих достигнућа у тренерском послу је када је приметио таленат четрнаестогодишњег Роналда, који је тада тренирао за Сао Криставао.
Његов син, Жаир Вентура такође је био професионални фудбалер и фудбалски тренер.

## Статистика

### Голови за репрезентацију
Листа голова Жаирзиња за репрезентацију Бразила.
| Бр  | Датум               | Стадион                                           | Противник       | Гол | Резултат | Такмичење                                |
| --- | ------------------- | ------------------------------------------------- | --------------- | --- | -------- | ---------------------------------------- |
| 1.  | 7. јун 1964.        | Маракана, Рио де Жанеиро, Бразил                  | Португалија     | 2–0 | 4–1      | Мали Светски куп                         |
| 2.  | 1. јун 1968.        | Маракана, Рио де Жанеиро, Бразил                  | Уругвај         | 4–0 | 4–0      | Копа Рио Бранко                          |
| 3.  | 20. јун 1968.       | Стадион 10. годишњице, Варшава, Пољска            | Пољска          | 4–2 | 6–2      | пријатељска утакмица                     |
| 4.  | 20. јун 1968.       | Стадион 10. годишњице, Варшава, Пољска            | Пољска          | 5–2 | 6–2      | пријатељска утакмица                     |
| 5.  | 14. јул 1968.       | Национални стадион Лима, Лима, Перу               | Перу            | 3–3 | 4–3      | пријатељска утакмица                     |
| 6.  | 17. јул 1968.       | Национални стадион Лима, Лима, Перу               | Перу            | 4–0 | 4–0      | пријатељска утакмица                     |
| 7.  | 7. август 1968.     | Маракана, Рио де Жанеиро, Бразил                  | Аргентина       | 4–0 | 4–1      | пријатељска утакмица                     |
| 8.  | 3. новембар 1968.   | Минеирао, Бело Хоризонте, Бразил                  | Мексико         | 1–0 | 2–1      | пријатељска утакмица                     |
| 9.  | 7. април 1969.      | Стадион Беира Рио, Порто Алегре, Бразил           | Перу            | 1–0 | 2–1      | пријатељска утакмица                     |
| 10. | 12. јун 1969.       | Маракана, Рио де Жанеиро, Бразил                  | Енглеска        | 2–1 | 2–1      | пријатељска утакмица                     |
| 11. | 17. август 1969.    | Стадион Дефенсорес дел Чако, Асунсион, Парагвај   | Парагвај        | 2–0 | 3–0      | квалификације за Светско првенство 1970. |
| 12. | 21. август 1969.    | Маракана, Рио де Жанеиро, Бразил                  | Колумбија       | 6–1 | 6–2      | квалификације за Светско првенство 1970. |
| 13. | 24. август 1969.    | Маракана, Рио де Жанеиро, Бразил                  | Венецуела       | 4–0 | 6–0      | квалификације за Светско првенство 1970. |
| 14. | 8. март 1970.       | Маракана, Рио де Жанеиро, Бразил                  | Аргентина       | 1–0 | 2–1      | пријатељска утакмица                     |
| 15. | 3. јун 1970.        | Стадион Јалиско, Гвадалахара, Мексико             | Чехословачка    | 3–1 | 4–1      | Светско првенство 1970.                  |
| 16. | 3. јун 1970.        | Стадион Јалиско, Гвадалахара, Мексико             | Чехословачка    | 4–1 | 4–1      | Светско првенство 1970.                  |
| 17. | 7. јун 1970.        | Стадион Јалиско, Гвадалахара, Мексико             | Енглеска        | 1–0 | 1–0      | Светско првенство 1970.                  |
| 18. | 10. јун 1970.       | Стадион Јалиско, Гвадалахара, Мексико             | Румунија        | 2–0 | 3–2      | Светско првенство 1970.                  |
| 19. | 14. јун 1970.       | Стадион Јалиско, Гвадалахара, Мексико             | Перу            | 4–2 | 4–2      | Светско првенство 1970.                  |
| 20. | 17. јун 1970.       | Стадион Јалиско, Гвадалахара, Мексико             | Уругвај         | 2–1 | 3–1      | Светско првенство 1970.                  |
| 21. | 21. јун 1970.       | Стадион Астека, Мексико Сити, Мексико             | Италија         | 3–1 | 4–1      | Светско првенство 1970.                  |
| 22. | 30. септембар 1970. | Маракана, Рио де Жанеиро, Бразил                  | Мексико         | 2–1 | 3–1      | пријатељска утакмица                     |
| 23. | 4. октобар 1970.    | Естадио Национал де Чиле, Сантијаго де Чиле, Чиле | Чиле            | 3–0 | 5–1      | пријатељска утакмица                     |
| 24. | 4. октобар 1970.    | Естадио Национал де Чиле, Сантијаго де Чиле, Чиле | Чиле            | 4–0 | 5–1      | пријатељска утакмица                     |
| 25. | 2. јул 1972.        | Стадион Морумби, Сао Пауло, Бразил                | Југославија     | 3–0 | 3–0      | Бразилски независни куп                  |
| 26. | 5. јул 1972.        | Маракана, Рио де Жанеиро, Бразил                  | Шкотска         | 1–0 | 1–0      | Бразилски независни куп                  |
| 27. | 9. јул 1972.        | Маракана, Рио де Жанеиро, Бразил                  | Португалија     | 1–0 | 1–0      | Бразилски независни куп                  |
| 28. | 13. јун 1973.       | Стадион Ернст Хапел, Беч, Аустрија                | Аустрија        | 1–1 | 1–1      | пријатељска утакмица                     |
| 29. | 21. јун 1973.       | Лужњики арена, Москва, СССР                       | Совјетски Савез | 1–0 | 1–0      | пријатељска утакмица                     |
| 30. | 31. март 1974.      | Маракана, Рио де Жанеиро, Бразил                  | Мексико         | 1–1 | 1–1      | пријатељска утакмица                     |
| 31. | 14. април 1974.     | Маракана, Рио де Жанеиро, Бразил                  | Бугарска        | 1–0 | 1–0      | пријатељска утакмица                     |
| 32. | 22. јун 1974.       | Паркстадион, Гелзенкирхен , Западна Немачка       | Заир            | 1–0 | 3–0      | Светско првенство 1974.                  |
| 33. | 30. јун 1974.       | АВД арена, Хановер, Западна Немачка               | Аргентина       | 2–1 | 2–1      | Светско првенство 1974.                  |

## Награде и тројефи

### Клуб
Ботафого
- Трофеј Каракаса: 1967, 1968 и 1970.[21]
- Така Бразил: 1968.[4]
- Рио-Сао Пауло турнир: 1964 и 1966.[4]
- Шампионат Кариока: 1967 и 1968.[4]

Крузеиро
- Копа либертадорес: 1976.[4]

### Интернационални
Бразил
- Светско првенство: 1970.[4]
- Бразилски независни куп: 1972.

### Индивидуални
- ФИФА Светски куп Сребрна ципела: 1970.
- Ол-стар тим Светског првенства: 1970.
- Јужноамерички фудбалер године: бронза, 1972.
- Часопис Фудбал: 27. најбољи фудбалер 20. века
- Бразилски играч 20. века (19. место)[22]
- Кућа славних бразилских фудбалера